# Rifugio San Jorio
Il rifugio San Jorio è un rifugio posto appena sotto il passo San Jorio a 1.980 m s.l.m. nel comune di Gravedona ed Uniti (CO), in una ex caserma della Guardia di Finanza.

## Storia
Prima e durante la prima guerra mondiale il passo fu un presidio strategicamente importante della Frontiera Nord, il sistema difensivo italiano verso la Svizzera impropriamente noto come Linea Cadorna. Dopo l'armistizio di Cassibile molti sbandati lo attraversarono per cercare rifugio in Svizzera e successivamente anche i numerosi contrabbandieri. Per questo vennero costruite le caserme della Guardia di Finanza che ora sono state trasformate in rifugi alpini.

## Caratteristiche e informazioni
Il rifugio è gestito dall'associazione Waliki facente parte del movimento Operazione Mato Grosso, un movimento che dal 1967 si prodiga gratuitamente in favore dei bisognosi in Brasile, Bolivia, Ecuador e Perù. Il ricavato della gestione, ad opera dei volontari, è devoluto interamente a sostegno delle attività dell'Operazione.
Il periodo di apertura è continuativo dalla metà di giugno alla metà di settembre.

## Accessi
Il passo collega la valle Albano e la valle San Jorio in provincia di Como con la valle Morobbia nel Canton Ticino (Svizzera). Sul versante italiano esiste una strada carrozzabile che porta in prossimità del rifugio, mentre il versante svizzero è servito da sentieri percorribili solamente a piedi e ciclabili.

## Galleria d'immagini

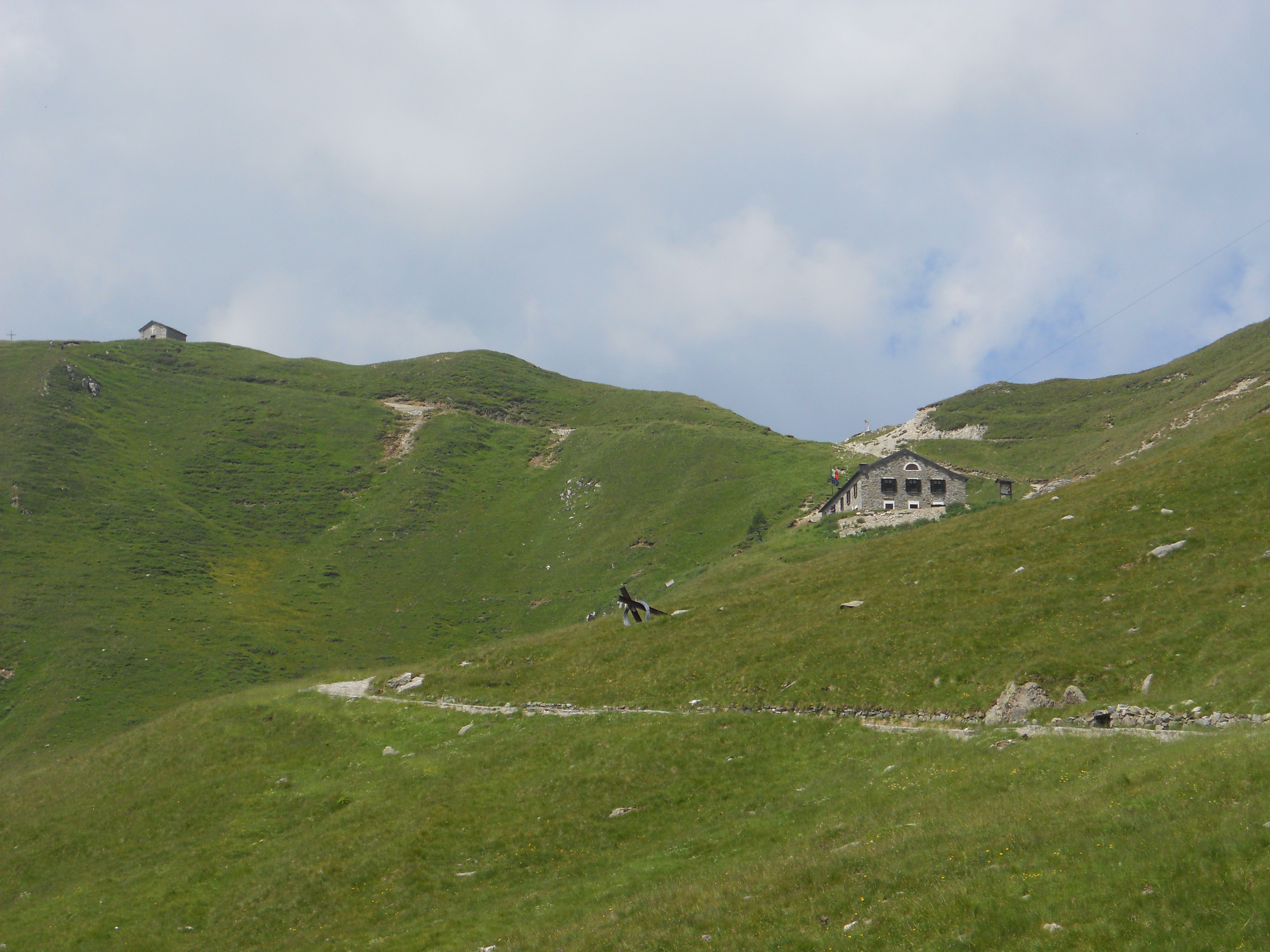
Il rifugio, il passo e la chiesetta di San Jorio
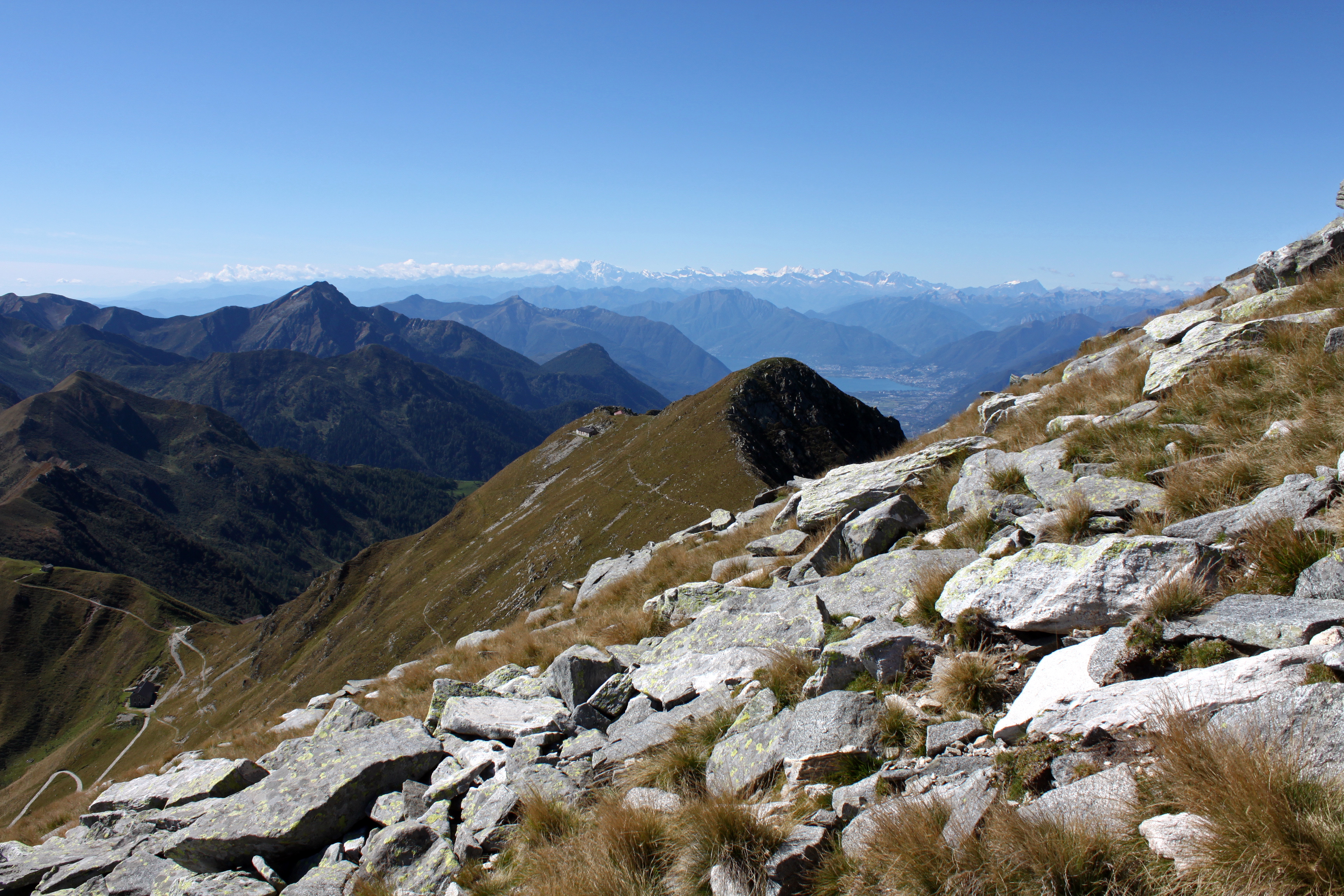
Il rifugio visto dall'alto
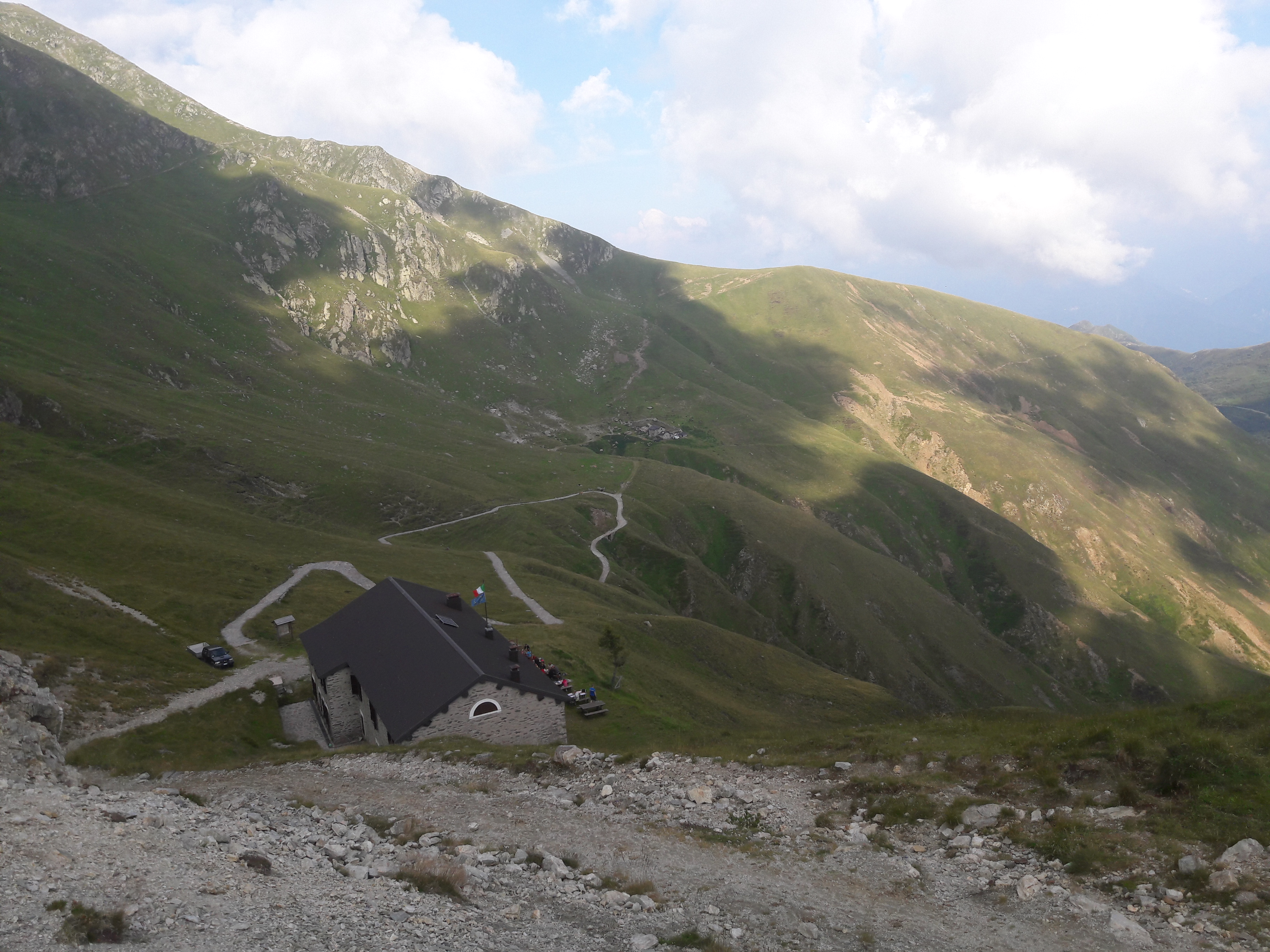
L'esterno del rifugio